# Flugplatz Norderney
Vliegveld Norderney (Duits: Flugplatz Norderney) (IATA: NRD, ICAO: EDWY) is een Duits vliegveld op het Waddeneiland Norderney. Het ligt aan de Noordzee, tussen Juist en Baltrum.

## Geschiedenis
Nadat in 1945 de bestaande luchthaven verdween, werd in 1954 een geïmproviseerd vliegveld aangelegd. Omdat de locatie daarvan eigenlijk niet geschikt was, begon men in 1963 plannen te maken voor een nieuwe luchthaven. In 1965 werd hiervoor de huidige locatie nabij de vuurtoren van Norderney geselecteerd. De aanleg startte in 1968 en in 1970 werd het vliegveld in gebruik genomen.

## Lijndiensten
FLN Frisia Luftverkehr (Norddeich, Norden-Norddeich)